# صندوق پوشش ریسک
صندوق‌های پوشش ریسک یا صندوق‌های پوششی  (به انگلیسی: Hedge fund) که از آن با عنوان «پوشش سرمایه» نیز یاد می‌شود، حاملان سرمایه‌گذاری و ساختارهایی برای کسب‌وکار هستند که به سرمایه‌گذاران خود امکان حضور در طیف وسیع‌تری از موقعیت‌های تجاری و سرمایه‌گذاری را می‌دهند. چنین صندوق‌هایی توسط یک شرکت حرفه‌ای مدیریتی اداره شده و غالباً ساختار شرکت مختلط، شرکت مسئولیت محدود یا حامل مشابهی دارند. صندوق‌های پوشش ریسک عموماً به دلیل استفاده از اهرم‌هایی که از سوی نهادهای نظارتی سقفی برایش تعیین نشده با صندوق سرمایه‌گذاری مشترک و به دلیل این که اکثرشان در بازارهای نسبتاً نقدشونده سرمایه‌گذاری می‌کنند، با صندوق سهام اختصاصی تمایز دارند.
این سرمایه‌گذاران عموماً موسساتی، همانند صندوق‌های بازنشستگی، بنگاه‌های دانشگاهی، یا افراد بسیار متمول هستند. به عنوان یک شبکه، پوشش سرمایه در طیف گوناگونی از دارایی‌ها سرمایه‌گذاری می‌کند، اما آنها عموماً اوراق نقدشونده را در بازارهای عمومی معامله می‌کنند. آنها همچنین انواع وسیعی از استراتژی‌های سرمایه‌گذاری را به کار می‌برند و از تکنیک‌هایی همچون فروش استقراضی و اهرم مالی بهره می‌جویند.
پوشش سرمایه‌ها عموماً بدون پایان هستند، به این معنا که سرمایه‌گذاران می‌توانند در فاصله‌های زمانی متناوب در آن سرمایه‌گذاری کنند یا برداشت نمایند. ارزش یک سرمایه‌گذاری در پوشش سرمایه براساس سهمی از ارزش دارایی خالص سرمایه محاسبه می‌شود، یعنی افزایش یا کاهش ارزش دارایی‌های سرمایه (و هزینه‌های سرمایه) مستقیماً در میزانی که سرمایه‌گذار بعداً می‌تواند برداشت کند اثر می‌گذارد.
هدف بیشتر استراتژی‌های سرمایه‌گذاری پوشش سرمایه، کسب بازدهی مثبت چه در شرایط رکود و چه در شرایط رونق بازار است. مدیران پوشش سرمایه عموماً پول خودشان را در سرمایه‌ای که وظیفه مدیریتش را بر عهده دارند سرمایه‌گذاری می‌کنند، و این موجب می‌شود هدف مدیران و باقی سرمایه‌گذاران در یک مسیر قرار گیرد. یک پوشش سرمایه نوعی به مدیر سرمایه دستمزد مدیریت پرداخت می‌کند، که درصدی از دارایی‌های سرمایه است و همچنین یک دستمزد عملکرد در صورت افزایش ارزش دارایی خالص سرمایه در طول سال. بعضی از پوشش سرمایه‌ها ارزش دارایی خالصی بالغ بر میلیاردها دلار دارند. در سال ۲۰۰۹ پوشش سرمایه‌ها صاحب ۱٫۱ درصد کل سرمایه‌ها و دارایی‌های مؤسسات مالی بودند. حجم تخمینی صنعت پوشش سرمایه در حدود ۱٫۹ تریلیون دلار (دلار آمریکا) است.